# Население Пензенской области
Численность населения области по данным Росстата составляет 1 226 878 чел. (2025). Плотность населения — 28,30 чел./км2 (2025). Городское население — 
70,67 % (2022).

## Численность населения
Численность на 1897г., 1926г., 1928г. включает население современной Мордовии, территория которой входила в состав Пензенской губернии, не включает некоторые территории, входившие в соседние регионы. 
1897 год: в составе Пензенской губернии Пензенский, Городищенский, Керенский, Мокшанский, Наровчатский, Нижнеломовский, Чембарский, Инсарский (178 233 чел., М.), Краснослободский (174 396 чел., М.), Саранский (143 130 чел., М.) уезды, без Кузнецкого и Сердобского уездов, входивших в Саратовскую губернию, без Спасского уезда, входившего в Тамбовскую губернию.
1926 год: в составе Пензенской губернии Пензенский, Беднодемьяновский, Городищенский, Нижнеломовский, Чембарский, Краснослободский (295 055 чел., М.), Рузаевский (227 634 чел., М.) и Саранский (251 287 чел., М.) уезды, без Кузнецкого (в составе которого с 1923г. 8 волостей упразднённого Хвалынского уезда ныне Саратовской области) и Сердобского уездов, входивших в Саратовскую губернию.
По данным переписи 1939 года, не приведённой здесь, численность населения Пензенской области, практически в современных границах, в составе Башмаковского, Беднодемьяновского, Бековского, Бессоновского, Больше-Вьясского, Вадинского, Голицынского, Головинщинского, Городищенского, Даниловского, Земетчинского, Иссинского, Каменского, Камешкирского, Колышлейского, Кондольского, Кузнецкого, Лопатинского, Лунинского, Мало-Сердобинского, Мокшанского, Наровчатского, Неверкинского, Нижне-Ломовского, Никольско-Пестравского, Пачелмского, Поимского, Свищевского, Сердобского, Соседского, Сосновоборского, Тамалинского, Телегинского, Терновского, Чембарского, Шемышейского, Барановского (25 374 чел., ныне Ульяновской обл.) и Николаевского (35 851 чел., ныне Ульяновской области) районов, составляла 1 709 532 человек.
| 1897       | 1926       | 1928       | 1959       | 1970       | 1979       | 1987       | 1989       | 1990       |
| ---------- | ---------- | ---------- | ---------- | ---------- | ---------- | ---------- | ---------- | ---------- |
| 1 470 474  | ↗2 208 780 | ↗2 243 000 | ↘1 507 765 | ↗1 535 970 | ↘1 503 198 | ↘1 495 000 | ↗1 504 309 | ↗1 546 079 |
| 1991       | 1992       | 1993       | 1994       | 1995       | 1996       | 1997       | 1998       | 1999       |
| ↗1 547 825 | ↘1 547 783 | ↗1 553 447 | ↘1 553 178 | ↗1 553 563 | ↘1 545 529 | ↘1 534 965 | ↘1 524 599 | ↘1 514 283 |
| 2000       | 2001       | 2002       | 2003       | 2004       | 2005       | 2006       | 2007       | 2008       |
| ↘1 500 196 | ↘1 484 149 | ↘1 452 941 | ↘1 449 233 | ↘1 435 937 | ↘1 422 736 | ↘1 407 971 | ↘1 395 981 | ↘1 388 021 |
| 2009       | 2010       | 2011       | 2012       | 2013       | 2014       | 2015       | 2016       | 2017       |
| ↘1 379 839 | ↗1 386 186 | ↘1 384 006 | ↘1 376 538 | ↘1 368 657 | ↘1 360 587 | ↘1 355 618 | ↘1 348 703 | ↘1 341 526 |
| 2018       | 2019       | 2020       | 2021       | 2022       | 2023       | 2024       | 2025       |            |
| ↘1 331 655 | ↘1 318 103 | ↘1 305 563 | ↘1 266 348 | ↘1 261 103 | ↘1 246 609 | ↘1 236 113 | ↘1 226 878 |            |

## Демография
| Рождаемость (число родившихся на 1000 человек населения) | Рождаемость (число родившихся на 1000 человек населения) | Рождаемость (число родившихся на 1000 человек населения) | Рождаемость (число родившихся на 1000 человек населения) | Рождаемость (число родившихся на 1000 человек населения) | Рождаемость (число родившихся на 1000 человек населения) | Рождаемость (число родившихся на 1000 человек населения) | Рождаемость (число родившихся на 1000 человек населения) | Рождаемость (число родившихся на 1000 человек населения) |
| 1970                                                     | 1975                                                     | 1980                                                     | 1985                                                     | 1990                                                     | 1995                                                     | 1996                                                     | 1997                                                     | 1998                                                     |
| -------------------------------------------------------- | -------------------------------------------------------- | -------------------------------------------------------- | -------------------------------------------------------- | -------------------------------------------------------- | -------------------------------------------------------- | -------------------------------------------------------- | -------------------------------------------------------- | -------------------------------------------------------- |
| 14                                                       | ↗14,3                                                    | ↗14,5                                                    | ↘14,4                                                    | ↘12,3                                                    | ↘8,2                                                     | ↘7,7                                                     | ↘7,4                                                     | ↗7,5                                                     |
| 1999                                                     | 2000                                                     | 2001                                                     | 2002                                                     | 2003                                                     | 2004                                                     | 2005                                                     | 2006                                                     | 2007                                                     |
| ↘7,2                                                     | ↗7,3                                                     | →7,3                                                     | ↗7,8                                                     | ↗8,4                                                     | ↗8,6                                                     | ↘8,4                                                     | ↗8,6                                                     | ↗9,7                                                     |
| 2008                                                     | 2009                                                     | 2010                                                     | 2011                                                     | 2012                                                     | 2013                                                     | 2014                                                     |                                                          |                                                          |
| ↗10,2                                                    | ↗10,3                                                    | ↘10,2                                                    | ↘10,1                                                    | ↗10,8                                                    | ↘10,7                                                    | ↗10,9                                                    |                                                          |                                                          |

| Смертность (число умерших на 1000 человек населения) | Смертность (число умерших на 1000 человек населения) | Смертность (число умерших на 1000 человек населения) | Смертность (число умерших на 1000 человек населения) | Смертность (число умерших на 1000 человек населения) | Смертность (число умерших на 1000 человек населения) | Смертность (число умерших на 1000 человек населения) | Смертность (число умерших на 1000 человек населения) | Смертность (число умерших на 1000 человек населения) |
| 1970                                                 | 1975                                                 | 1980                                                 | 1985                                                 | 1990                                                 | 1995                                                 | 1996                                                 | 1997                                                 | 1998                                                 |
| ---------------------------------------------------- | ---------------------------------------------------- | ---------------------------------------------------- | ---------------------------------------------------- | ---------------------------------------------------- | ---------------------------------------------------- | ---------------------------------------------------- | ---------------------------------------------------- | ---------------------------------------------------- |
| 9,1                                                  | ↗10,3                                                | ↗11,4                                                | ↗12,1                                                | ↗12,2                                                | ↗15                                                  | ↘14,8                                                | ↗14,9                                                | ↘14,6                                                |
| 1999                                                 | 2000                                                 | 2001                                                 | 2002                                                 | 2003                                                 | 2004                                                 | 2005                                                 | 2006                                                 | 2007                                                 |
| ↗16,2                                                | ↗16,6                                                | ↘16,3                                                | ↗17,1                                                | ↗17,9                                                | ↗18                                                  | ↗18,2                                                | ↘17,1                                                | ↘16,1                                                |
| 2008                                                 | 2009                                                 | 2010                                                 | 2011                                                 | 2012                                                 | 2013                                                 | 2014                                                 |                                                      |                                                      |
| ↗16,3                                                | ↘15,8                                                | ↗15,9                                                | ↘15,2                                                | ↘14,9                                                | ↘14,8                                                | →14,8                                                |                                                      |                                                      |

| Естественный прирост населения (на 1000 человек населения, знак (-) означает естественную убыль населения) | Естественный прирост населения (на 1000 человек населения, знак (-) означает естественную убыль населения) | Естественный прирост населения (на 1000 человек населения, знак (-) означает естественную убыль населения) | Естественный прирост населения (на 1000 человек населения, знак (-) означает естественную убыль населения) | Естественный прирост населения (на 1000 человек населения, знак (-) означает естественную убыль населения) | Естественный прирост населения (на 1000 человек населения, знак (-) означает естественную убыль населения) | Естественный прирост населения (на 1000 человек населения, знак (-) означает естественную убыль населения) | Естественный прирост населения (на 1000 человек населения, знак (-) означает естественную убыль населения) | Естественный прирост населения (на 1000 человек населения, знак (-) означает естественную убыль населения) |
| 1970 | 1975 | 1980 | 1985 | 1990 | 1995 | 1996 | 1997 | 1998 |
| --- | --- | --- | --- | --- | --- | --- | --- | --- |
| 4,9 | ↘4 | ↘3,1 | ↘2,3 | ↘0,1 | ↘−6,8 | ↘−7,1 | ↘−7,5 | ↗−7,1 |
| 1999 | 2000 | 2001 | 2002 | 2003 | 2004 | 2005 | 2006 | 2007 |
| ↘−9 | ↘−9,3 | ↗−9 | ↘−9,3 | ↘−9,5 | ↗−9,4 | ↘−9,8 | ↗−8,5 | ↗−6,4 |
| 2008 | 2009 | 2010 | 2011 | 2012 | 2013 | 2014 | | |
| ↗−6,1 | ↗−5,5 | ↘−5,7 | ↗−5,1 | ↗−4,1 | →−4,1 | ↗−3,9 | | |

| Ожидаемая продолжительность жизни при рождении (число лет) | Ожидаемая продолжительность жизни при рождении (число лет) | Ожидаемая продолжительность жизни при рождении (число лет) | Ожидаемая продолжительность жизни при рождении (число лет) | Ожидаемая продолжительность жизни при рождении (число лет) | Ожидаемая продолжительность жизни при рождении (число лет) | Ожидаемая продолжительность жизни при рождении (число лет) | Ожидаемая продолжительность жизни при рождении (число лет) | Ожидаемая продолжительность жизни при рождении (число лет) |
| 1990                                                       | 1991                                                       | 1992                                                       | 1993                                                       | 1994                                                       | 1995                                                       | 1996                                                       | 1997                                                       | 1998                                                       |
| ---------------------------------------------------------- | ---------------------------------------------------------- | ---------------------------------------------------------- | ---------------------------------------------------------- | ---------------------------------------------------------- | ---------------------------------------------------------- | ---------------------------------------------------------- | ---------------------------------------------------------- | ---------------------------------------------------------- |
| 70,5                                                       | →70,5                                                      | ↘69,8                                                      | ↘67,4                                                      | ↘66                                                        | ↗66,9                                                      | ↗67,4                                                      | ↗67,5                                                      | ↗68,1                                                      |
| 1999                                                       | 2000                                                       | 2001                                                       | 2002                                                       | 2003                                                       | 2004                                                       | 2005                                                       | 2006                                                       | 2007                                                       |
| ↘66,4                                                      | ↘66,2                                                      | ↘66,1                                                      | ↘65,7                                                      | ↘65,4                                                      | ↗65,7                                                      | ↘65,5                                                      | ↗67,3                                                      | ↗68,3                                                      |
| 2008                                                       | 2009                                                       | 2010                                                       | 2011                                                       | 2012                                                       | 2013                                                       |                                                            |                                                            |                                                            |
| ↗68,7                                                      | ↗69,4                                                      | ↘69,3                                                      | ↗70,2                                                      | ↗70,9                                                      | ↗71,5                                                      |                                                            |                                                            |                                                            |

Соотношение мужчин и женщин (данные Росстат)
| Год  | Количество женщин на 1000 мужчин |
| ---- | -------------------------------- |
| 2005 | 1191                             |
| 2010 | 1191                             |
| 2011 | 1191                             |
| 2012 | 1190                             |
| 2013 | 1191                             |
| 2014 | 1189                             |
| 2015 | 1188                             |
| 2016 | 1189                             |
| 2017 | 1187                             |

## Национальный состав
Большую часть населения составляют русские. Значительные этнические группы — татары и мордва.
|                           | 1959 чел. | %        | 1979 чел. | %        | 1989 чел. | %        | 2002 чел. | % от всего | % от указав- ших нацио- наль- ность | 2010 чел. | % от всего | % от указав- ших нацио- наль- ность |
| ------------------------- | --------- | -------- | --------- | -------- | --------- | -------- | --------- | ---------- | ----------------------------------- | --------- | ---------- | ----------------------------------- |
| всего                     | 1509566   | 100,00 % | 1510325   | 100,00 % | 1504569   | 100,00 % | 1452941   | 100,00 %   |                                     | 1386186   | 100,00 %   |                                     |
| Русские                   | 1311909   | 86,91 %  | 1306093   | 86,48 %  | 1296143   | 86,15 %  | 1254680   | 86,35 %    | 86,46 %                             | 1165668   | 84,09 %    | 86,80 %                             |
| Татары                    | 62224     | 4,12 %   | 78236     | 5,18 %   | 81307     | 5,40 %   | 86805     | 5,97 %     | 5,98 %                              | 86431     | 6,24 %     | 6,44 %                              |
| Мордва                    | 109442    | 7,25 %   | 95718     | 6,34 %   | 86370     | 5,74 %   | 70739     | 4,87 %     | 4,87 %                              | 54703     | 3,95 %     | 4,07 %                              |
| Украинцы                  | 10632     | 0,70 %   | 11412     | 0,76 %   | 14942     | 0,99 %   | 12421     | 0,85 %     | 0,86 %                              | 8595      | 0,62 %     | 0,64 %                              |
| Чуваши                    | 6050      | 0,40 %   | 7121      | 0,47 %   | 7075      | 0,47 %   | 6738      | 0,46 %     | 0,46 %                              | 5614      | 0,40 %     | 0,42 %                              |
| Армяне                    | 240       | 0,02 %   | 557       | 0,04 %   | 1285      | 0,09 %   | 3670      | 0,25 %     | 0,25 %                              | 4103      | 0,30 %     | 0,31 %                              |
| Цыгане                    | 486       | 0,03 %   | 1522      | 0,10 %   | 2555      | 0,17 %   | 2535      | 0,17 %     | 0,17 %                              | 3390      | 0,24 %     | 0,25 %                              |
| Узбеки                    | 282       | 0,02 %   | 303       | 0,02 %   | 676       | 0,04 %   | 840       | 0,06 %     | 0,06 %                              | 1910      | 0,14 %     | 0,14 %                              |
| Азербайджанцы             | 108       | 0,01 %   | 382       | 0,03 %   | 1624      | 0,11 %   | 1679      | 0,12 %     | 0,12 %                              | 1760      | 0,13 %     | 0,13 %                              |
| Белорусы                  | 2087      | 0,14 %   | 2532      | 0,17 %   | 2954      | 0,20 %   | 2579      | 0,18 %     | 0,18 %                              | 1682      | 0,12 %     | 0,13 %                              |
| Таджики                   |           |          | 96        | 0,01 %   | 283       | 0,02 %   | 442       | 0,03 %     | 0,03 %                              | 1028      | 0,07 %     | 0,08 %                              |
| Немцы                     | 715       | 0,05 %   | 721       | 0,05 %   | 780       | 0,05 %   | 1279      | 0,09 %     | 0,09 %                              | 849       | 0,06 %     | 0,06 %                              |
| Евреи                     | 3012      | 0,20 %   | 2247      | 0,15 %   | 1743      | 0,12 %   | 898       | 0,06 %     | 0,06 %                              | 593       | 0,04 %     | 0,04 %                              |
| Молдаване                 | 161       | 0,01 %   | 330       | 0,02 %   | 657       | 0,04 %   | 570       | 0,04 %     | 0,04 %                              | 570       | 0,04 %     | 0,04 %                              |
| Туркмены                  |           |          | 163       | 0,01 %   | 148       | 0,01 %   | 122       | 0,01 %     | 0,01 %                              | 455       | 0,03 %     | 0,03 %                              |
| Грузины                   | 134       | 0,01 %   | 252       | 0,02 %   | 449       | 0,03 %   | 571       | 0,04 %     | 0,04 %                              | 448       | 0,03 %     | 0,03 %                              |
| Чеченцы                   |           |          | 89        | 0,01 %   | 752       | 0,05 %   | 455       | 0,03 %     | 0,03 %                              | 390       | 0,03 %     | 0,03 %                              |
| Казахи                    | 224       | 0,01 %   | 192       | 0,01 %   | 364       | 0,02 %   | 274       | 0,02 %     | 0,02 %                              | 387       | 0,03 %     | 0,03 %                              |
| Башкиры                   |           |          | 180       | 0,01 %   | 400       | 0,03 %   | 368       | 0,03 %     | 0,03 %                              | 350       | 0,03 %     | 0,03 %                              |
| Лезгины                   |           |          | 85        | 0,01 %   | 342       | 0,02 %   | 270       | 0,02 %     | 0,02 %                              | 275       | 0,02 %     | 0,02 %                              |
| Аварцы                    |           |          | 34        | 0,00 %   | 277       | 0,02 %   | 131       | 0,01 %     | 0,01 %                              | 259       | 0,02 %     | 0,02 %                              |
| Киргизы                   |           |          | 52        | 0,00 %   | 153       | 0,01 %   | 40        | 0,00 %     | 0,00 %                              | 238       | 0,02 %     | 0,02 %                              |
| Езиды                     |           |          |           |          |           |          | 130       | 0,01 %     | 0,01 %                              | 237       | 0,02 %     | 0,02 %                              |
| Корейцы                   |           |          | 75        | 0,00 %   | 56        | 0,00 %   | 207       | 0,01 %     | 0,01 %                              | 221       | 0,02 %     | 0,02 %                              |
| Удмурты                   |           |          | 150       | 0,01 %   | 211       | 0,01 %   | 207       | 0,01 %     | 0,01 %                              | 200       | 0,01 %     | 0,01 %                              |
| другие                    | 1787      | 0,12 %   | 1780      | 0,12 %   | 3003      | 0,20 %   | 2586      | 0,18 %     | 0,18 %                              | 2547      | 0,18 %     | 0,19 %                              |
| указали национальность    | 1509493   | 100,00 % | 1510322   | 100,00 % | 1504549   | 100,00 % | 1451236   | 99,88 %    | 100,00 %                            | 1342903   | 96,88 %    | 100,00 %                            |
| не указали национальность | 73        | 0,00 %   | 3         | 0,00 %   | 20        | 0,00 %   | 1705      | 0,12 %     |                                     | 43283     | 3,12 %     |                                     |

Во исполнение Концепции Государственной национальной политики РФ Правительство Пензенской области проводит работу по всестороннему развитию национальной культуры, сохранению культурного наследия народов области, изучению ими родного языка и укреплению межнационального согласия на территории Пензенской области. С 2001 года при Правительстве Пензенской области действует Координационный совет по вопросам национальной политики в Пензенской области. Регулярно при поддержке Правительства Пензенской области организуются национальные праздники.
В апреле 2006 года в Пензенской области впервые состоялся региональный форум «Единство народов — основа стабильности региона». В комплекс разнообразных культурно-просветительских мероприятий входили традиционные национальные праздники, смотры и концерты национальных художественных коллективов самодеятельного художественного творчества, в искусстве которых сохранен и развивается национальных этнос. Проводились выставки изделий мастеров традиционных национальных промыслов и ремесел, выставки-дегустации блюд национальных кухонь, сборников и книг на национальных языках, выступления самодеятельных поэтов и писателей.
Как один из универсальных многонациональных регионов, Пензенская область была использована в качестве площадки для проведения Межрегиональной научно-практической конференции Приволжского федерального округа «Ресурсы ислама и мусульманская культура в формировании духовного пространства России», которая с успехом прошла в июне 2006 года.
В Пензенской области на ноябрь 2006 года зарегистрировано 5 региональных, 9 местных национально-культурных автономий, 22 национальные общественные организации. Деятельность национально-культурных образований освещается в теле-радиопередачах, в национальных изданиях «Арба» на русском и татарском языках и «Солнце ислама» на русском языке, на страницах областной газеты «Пензенская правда» в специальной рубрике «Семья народов губернии». Исторические традиции, а также целенаправленная деятельность органов государственной и муниципальной власти способствовали тому, что в Пензенской области в последнее время не имелось случаев проявления расизма, расовой дискриминации, ксенофобии и связанной с ними нетерпимости.

### Русские в Пензенской области
Русские расселены неравномерно на территории области: от 20,1 % в Неверкинском, 38,6 % в Шемышейском районах, до 95,2 % в Лунинском и 95,3 % в Бековском районах. В среднем по области более 86 % населения составляют русские.

### Татары в Пензенской области
Татары представлены в основном Мишарями (субэтносом, являющимся одним из коренных народов Пензенской области), компактно проживают в Городищенском, Кузнецком, Каменском, Лопатинском (Старый Вершаут), Неверкинском, Сосновоборском районах (Индерка). 41 татарский, 15 смешанных населённых пунктов. В Городищенском районе — расположено самое крупное татарское село в РФ Средняя Елюзань; 29 школ с преподаванием татарского языка (на 1993). 43 мечети (на 1997), медресе (Кузнецк, с 1997). Работают общество татарской культуры «Якташлар» (с 1991), Мусульманско-татарский центр Пензенской области (с 1997), Культурный центр исламской семьи (Пенза, с 1993). Издаётся газета «Нурлы таң» (Пенза).

### Мордва в Пензенской области
В Пензенской области мокшане и эрзяне расселены в Белинском, Бековском, Городищенском, Камешкирском, Лопатинском, Малосердобинском, Мокшанском, Наровчатском, Никольском, Пензенском, Сосновоборском, Шемышейском, Бессоновском районах. Общая численность эрзян и мокшан под псевдоэтнонимом «мордва» в Пензенской области в 1959 году составила 109 442 человек, но из-за миграционных и ассимиляционных процессов их удельный вес в национальном составе области снижается, это показали все последующие переписи, общее количество двух народов в 2010 году составило всего 54 703 человек.
Мокшане расселены в основном в Мокшанском, Наровчатском, Белинском и Шемышейском районах; эрзяне — в Шемышейском районе. Кроме этого, в Пензенской области имеются смешанные мокшано-эрзянские поселения: в Городищенском, Никольском, Пензенском и Сосновоборском районах. Как отмечают этнографы, в таких поселениях население составляет отдельную группу мордвы, которая имеет ряд особенностей, как в народном женском костюме, фольклоре, обрядах, так и языке.

### Украинцы в Пензенской области
Наибольшее количество украинцев в Нижнеломовском районе — 5 % населения.

### Чуваши в Пензенской области
Чуваши компактно проживают в Неверкинском районе — 24,9 % населения района.

## Населённые пункты
Населённые пункты с численностью населения более 5 тысяч человек
| Пенза        | ↘487 978 |
| Кузнецк      | ↘78 390  |
| Заречный     | ↘58 597  |
| Каменка      | ↘33 491  |
| Сердобск     | ↘29 225  |
| Нижний Ломов | ↘20 421  |
| Никольск     | ↗19 873  |
| Бессоновка   | ↗13 775  |

| Мокшан          | ↘10 997 |
| Земетчино       | ↗9622   |
| Средняя Елюзань | ↗9505   |
| Башмаково       | ↘9414   |
| Белинский       | ↗8656   |
| Колышлей        | ↗7978   |
| Городище        | ↗7796   |
| Грабово         | ↘7792   |

| Лунино    | ↘7227 |
| Пачелма   | ↘6994 |
| Спасск    | ↘6936 |
| Чаадаевка | ↘6734 |
| Шемышейка | ↘6368 |
| Тамала    | ↘6302 |
| Беково    | ↘6099 |
| Сурск     | ↗6034 |

## Общая карта
Легенда карты:
- Областной центр, 487 978 чел.
- от 50 000 до 100 000 чел.
- от 10 000 до 50 000 чел.
- от 5000 до 10 000 чел.
- от 3000 до 5000 чел.
- менее 3000 чел.